# Schötz
Schötz es una comuna suiza del cantón de Lucerna, situada en el distrito de Willisau. Limita al norte con las comunas de Nebikon y Egolzwil, al noreste con Wauwil, al este con Ettiswil, al sur con Alberswil y Gettnau, al suroeste con Ohmstal, y al noroeste con Ebersecken.

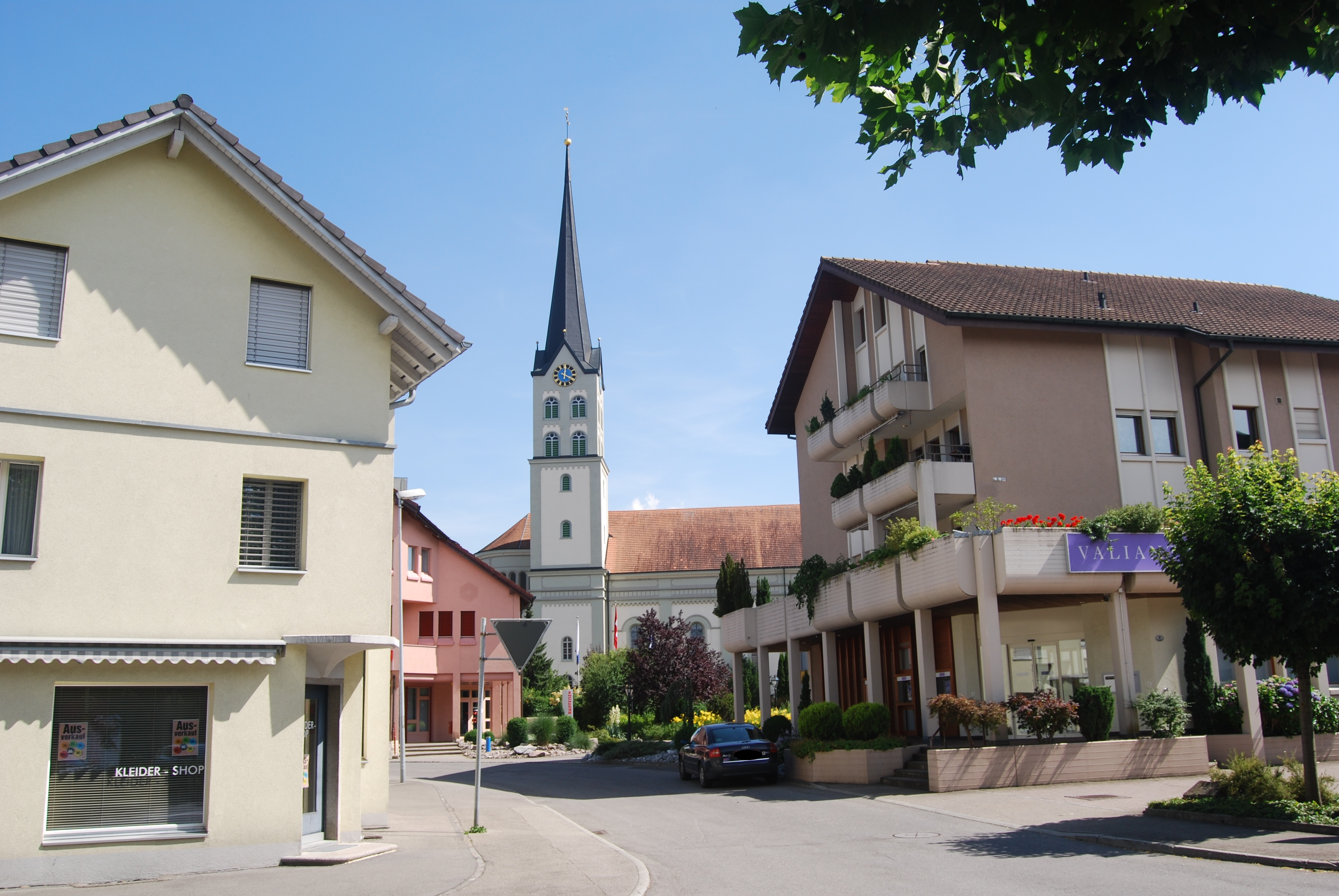
Schötz